# Батрун (район)
Батрун (араб. قضاء البترون) — один з 25 районів Лівану, входить до складу провінції Північний Ліван. Адміністративний центр — м. Батрун. На півночі межує з районами Бішарі і Кура, на півдні — з районом Джебейль, на сході — з районом Баальбек (район) Баальбек, на заході омивається водами Середземного моря.
Адміністративно поділяється на 24 муніципалітети.
| Ліван | Це незавершена стаття з географії Лівану. Ви можете допомогти проєкту, виправивши або дописавши її. |